# Галгоци, Янош
Янош Галгоци (венг. Galgóczy János; 1891—1956) — деятель международного коммунистического движения, в период советской власти в Руськой Краине на Закарпатье (1919) — председатель Мукачевского директориума.

## Биография
Янош Галгоци родился 18 мая 1891 года в городе Мункач (ныне — Мукачево Закарпатская область Украины, в то время входил в состав Австро-Венгерской империи). По национальности венгр. Занимался ремесленничеством, был мебельщиком. В 1913 году переехал в Будапешт. С того же года — на службе в австро-венгерской армии.
После поражения Австро-Венгрии в Первой мировой войне и её распада вернулся на родину и создал в 1918 году первую в Закарпатье коммунистическую организацию. Когда к власти в Венгрии пришли коммунисты (Венгерская Советская Республика), Галгоци со своими товарищами по партии провозгласил установление в Мукачевском крае советской власти и возглавил так называемый «Директориум». Будучи фактическим руководителем края в течение месяца, Галгоци проводил политику коммунистической национализации и конфискации, руководил формированием местной милиции и армии, а также Русинского батальона и Русинской дивизии.
Когда 21 апреля 1919 года Мукачево было взято румынскими войсками, Галгоци был вынужден бежать в Будапешт. 13 августа 1919 года, после разгрома Венгерской Советской Республики, он был арестован по указанию нового правительства и отдан под суд. Галгоци было назначено наказание в виде пятнадцати лет лишения свободы, однако в 1922 году он в числе ряда других венгерских коммунистов был обменян на ряд венгерских офицеров, находившихся в России ещё со времён своего плена в Первую мировую войну.
Остаток жизни Галгоци прожил в СССР, работал в Высшем совете народного хозяйства. Умер 24 января 1956 года, похоронен на Новом Донском кладбище Москвы.